# Биччу Тирумала
Б. Шивашанкаран Наир (малаял. ബി. ശിവശങ്കരന്‍ നായര്‍), известный под псевдонимом Биччу Тирумала (малаял. ബിച്ചു തിരുമല; 13 февраля 1942, Тривандрам, Британская Индия — 26 ноября 2021, Тривандрам) — индийский поэт-песенник, сочинявший тексты песен для фильмов на малаялам.

## Биография
Б. Шивашанкаран Наир родился 13 февраля 1942 года и был старшим сыном С. Дж. Бхаскарана Наира и Парукутти. Среди его младших братьев и сестёр — певица Сушила Деви и композитор Даршан Раман.
Получил степень бакалавра по экономике в Университетском колледже Тривандрама, во время учебы в котором в 1962 году написал и исполнил пьесу «Ballatha Duniyav» в рамках Межвузовского конкурса радио-постановок.
После окончания колледжа на волне увлечения режиссурой он отправился в Мадрас, где через некоторое время получил должность ассистента режиссёра М. Кришнана Наира на съёмках фильма Sabarimala Sree Dharmashastha (1970).
Одно из его стихотворений, опубликованных в это время в журнале, показало его поэтический талант и обеспечило ему возможности сочинять песни для фильмов. Однако Bhajagovindam — первый фильм, для которого он написал тексты песен, так и не вышел. 
Тем не менее, написанная для него песня «Brahma Muhoorthahil» стала популярной и регулярно проигрывалась на радио Цейлон в начале 1970-х годов.
Не увидел свет также второй фильм с песнями Тирумалы. В итоге его тексты впервые прозвучали с экранов только в фильме Akkaldaama (1975), снятом Мадху, для которого поэт написал песню «Neelakashavum Meghangalum», положенную на музыку Шьяма.
Хотя после этого Тирумала работал с разными композиторами, большая часть его песен была написана в сотрудничестве именно с Шьямом, с которым он работал в 75 фильмах.
Он был плодовитым автором текстов и с 1970-х по 1990-е годы написал около 3000 песен для фильмов, а также несколько эстрадных и религиозных песен. На пике своей карьеры поэт работал над 35 фильмами в год.
Он продемонстрировал талант создавать уникальные образы с помощью слов, что проявилось в песне «Neelajalashayathil» из Angeekaaram (1977). Тирумала часто использовал одни и те же образы, чтобы вызывать разные эмоции, например, образ глаз использовался в «Mizhiyoram Nananjozhukum» из Manjil Virinja Pookkal (1980), «Kannum Kannum» Angadi (1980), «Aayiram Kannumayi» из Nokkethadhoorathu Kannum Nattu (1984) и «Mizhiyariyathe» из Niram (1999). В число его работ входят колыбельные популярные среди детей, такие как «Unni Aarariro» из Avalude Ravukal (1978), «Kannodu Kannoram Nee» из Ente Mamattukkuttiyammakku (1983), «Unnikale Oru Kadha Parayam» и «Kilukil Pambaram» из Kilukkam (1991) и «Olathumbathirunnu» из Pappayude Swantham Appoos (1992). Постоянное самосовершенствование позволяло ему обращаться к молодежи разных поколений, так в 1984 году на пике диско-волны он написал «Oru Madhura Kinavin» для Kanamarayathu, в 1990 году — «Unnam Marannu» для In Harihar Nagar, а в 1999 году — «Prayam Nammil» для Niram, которые стали своего рода молодежными гимнами.
Ему редко требовалось много времени, чтобы написать песню. Один из таких моментов был во время работы с Фазилем над фильмом «Долгая разлука», когда он и композитор Джерри Амальдев долго не могли угодить режиссёру. Позже, когда Тирумала случайно процитировал строки из «Bashpanjali» Чангампужи, Фазиль просил сочинить что-то подобное; через несколько минут был готов текст «Ayiram Kannumayi», который стал огромным хитом.
Поэт получил кинопремию штата Керала как лучший автор текстов в 1981 году за Thenum Vayambum и Thrishna и в 1991 году за Kadinjool Kalyanam и премию Вамадевана за свой первый сборник стихов «Anusaranayillatha Manasu».
Ещё один сборник его стихов был опубликован под названием «Kalathinte Kanakku Pusthakam».
Помимо песен Тирумала написал сюжет и диалоги для фильма Sakthi (1980) и сценарий для Ishtapraaneshwari (1979). Он также исполнил несколько песен и сочинил музыку для нескольких фильмов. 
Поэт скончался 26 ноября 2021 года в частной больнице в Тривандраме, где находился на лечении после сердечного приступа за несколько дней до этого.
У него остались жена Прасанна и сын Суман.